# Thần cung Ise
Thần cung Ise (伊勢神宮 (Y Thế Thần cung) Ise Jingū), nằm ở thành phố Ise, tỉnh Mie, Nhật Bản, là một Thần xã (đền thờ Thần đạo) thờ phụng Amaterasu-Ōmikami (Thiên Chiếu đại ngự thần). Thần cung Ise là một quần thể đền thờ gồm nhiều đền nằm xung quanh hai ngôi đền chính, Nội cung (内宮 Naikū,  "Đền trong") và Ngoại cung (外宮 Gekū,  "Đền ngoài").

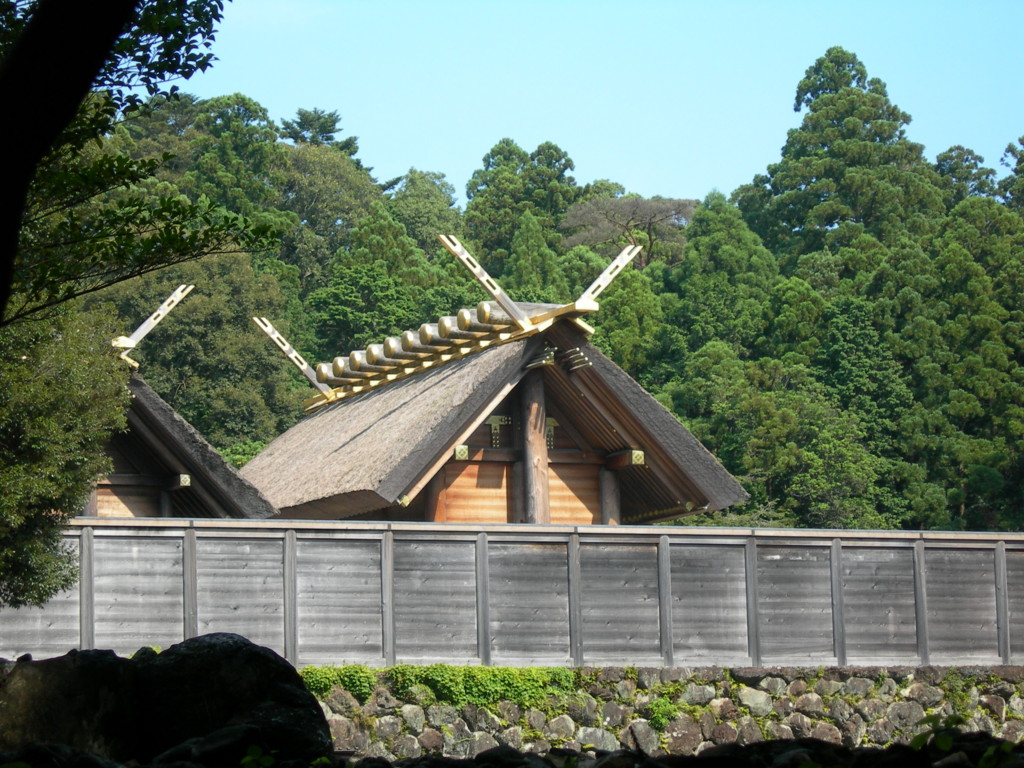
Nội cung

Nội cung (chính thức được gọi là "Kotai Jingū"), nằm ở thị xã Uji-tachi, phía nam trung tâm thành phố Ise, và được dành riêng cho việc tôn thờ Amaterasu. Ngoại cung (chính thức được gọi là "Toyouke Daijingu"), có vị trí khoảng sáu km tính từ Nội cung và dành riêng cho thần Toyouke-Ōmikami, vị thần nông nghiệp và công nghiệp. Bên cạnh Nội cung và Ngoại cung, còn có 123 đền khác ở Thành phố Ise và các khu vực lân cận, 91 trong số đó kết nối với Nội cung và 32 đền khác kết nối với Ngoại cung.
Nội cung chứa đựng một kho tàng cấp quốc gia của Nhật Bản. Báu vật đó được cho là viên ngọc Yasakani no magatama (八尺瓊曲玉, Bát xích quỳnh khúc ngọc), một trong Tam Chủng Thần Khí và báu vật linh thiêng nhất của Thần Đạo. Việc tiếp cận vào các nơi này đều bị hạn chế nghiêm, công chúng thường chỉ được cho phép để xem đến mái lá của các kiến trúc trung tâm, được ẩn đằng sau bốn hàng rào gỗ cao. Các Đại tư tế Ise, có trách nhiệm trông coi khu đền, phải đến từ Hoàng gia Nhật Bản.
Hai ngôi đền chính của Ise được nối với nhau bằng một con đường dành cho người hành hương đi xuyên qua quận Furuichi. Khu vực xung quanh hai ngôi đền bao gồm công viên quốc gia Ise-Shima và nhiều địa điểm linh thiêng và lịch sử khác bao gồm cặp đá đôi Meoto Iwa và khu vực cư trú Saikū cũ của Hoàng gia Nhật vào thời kỳ Heian.